# ニンジャ・アサシン
『ニンジャ・アサシン』（原題：Ninja Assassin）は、2009年11月25日に公開されたアメリカ映画（日本公開は2010年）。製作はジョエル・シルバー、ウォシャウスキー兄弟、グラント・ヒル。監督はジェームズ・マクティーグ、主演は韓国の歌手Rain（ピ）。タイトルが示すとおり、忍者がモチーフになっているアクション映画。「アサシン」とは暗殺者のこと。映倫R18+指定。

## あらすじ
伝説の中の存在と思われていた「忍者」は、現在もまだ影の中に生きており、暗殺を続けている……。かつて内臓逆位であったため忍者に襲われても生きながらえた老人の話を一笑に伏すヤクザ（サン・カン）たちは、次の瞬間、影から現れた忍者によって惨殺された。
ユーロポールの科学捜査官ミカ・コレッティ（ナオミ・ハリス）は世界中で頻発する要人暗殺事件の背後に忍者の一族がいると推理し、同僚のライアン・マスロー（ベン・マイルズ）と共に調査を開始する。ミカは暗殺された元KGB局員アレクセイ・サバディンが残した忍者にまつわるレポートを手に入れ、彼が最後に対面したという青年の存在を突き止める。青年は忍者でありながら、同じ忍者と壮絶な戦いを繰り広げていた。
その青年（Rain（ピ））は孤児であったが役小角（ショー・コスギ）に「雷蔵」の名前を与えられ、残酷な訓練の末に暗殺者（刺客）へと仕立て上げられた過去を持っていた。だが雷蔵は訓練の中で心を通わせた女忍者霧子の脱走の誘いを拒否し、囚われた彼女が兄弟子の武（リック・ユーン）に処刑される瞬間を目の当たりにする。やがて刺客となった雷蔵は脱走者の処刑を迫られたことで小角の一族から離反し、同門であり兄弟でもあった忍者達との殺し合いに身を投じた。
そして現在、役小角を狙いベルリンに潜んでいた雷蔵は、忍者の秘密に迫ったため忍者に襲われたミカを助け、ユーロポールへ協力を求める。ミカはライアンに支援を依頼するが、忍者と結託したユーロポール上層部から圧力を受けていたライアンは二人を罠にかけて雷蔵を逮捕・拘束してしまう。どうにかして雷蔵とミカを助けようとするライアンだったが、拘束された雷蔵はミカへ「手遅れだ」と伝える。裏切り者を始末するべく、忍者達がユーロポール基地を襲撃したのだ。為す術もなく殺されていく捜査官たちを助けるため、雷蔵はただ一人忍者達を迎え撃つ。ライアンとミカを逃すことはできたものの、重傷を負った雷蔵はとうとう忍者に捕らわれてしまう。
雷蔵は自分を処刑しようとする役小角へ、「自分はお前の子供ではない」と改めて離反を宣言。ライアンがミカに託し、そしてミカが雷蔵に託した発信機を使ってユーロポールを誘導する。完全武装の特殊部隊と忍者達が殺し合い、一族の屋敷は炎に包まれる。死闘の末に兄弟子・武を撃破した雷蔵は、役小角との決戦に挑む。しかし瞬間移動の忍術を会得している役小角を前に、雷蔵は為す術もなく切り刻まれてしまう。トドメを刺そうとする役小角から雷蔵を救ったのはミカの決死の銃撃だった。自分をかばったミカが目の前で役小角に胸を貫かれた雷蔵は、ついに瞬間移動に開眼、役小角を打ち破る。そして駆けつけたライアンと医療班へ雷蔵は「彼女の心は特別だから、ミカは助かる」と語る。ミカもまた内臓逆位だったのだ。
全てが終わった後、焼け残った屋敷の壁の前に雷蔵は立っていた。かつて霧子に誘われた時には越えなかった壁を、雷蔵は今度こそ登り切る。壁の向こうには、世界が広がっていた。

## キャスト
俳優：役名（ソフト版日本語吹き替え）
- 雷蔵：Rain（ピ）（小野大輔）
- ミカ・コレッティ：ナオミ・ハリス（岡寛恵）
- ライアン・マスロー捜査官：ベン・マイルズ
- 役小角：ショー・コスギ（佐々木勝彦）
- 武：リック・ユーン
- ハリウッド：サン・カン
- 霧子：澤井杏奈
- プリティ・ニンジャ：リン・ダン・ファン

## スタッフ
- 監督：ジェームズ・マクティーグ
- 製作：ジョエル・シルバー、アンディ・ウォシャウスキー、ラリー・ウォシャウスキー、グラント・ヒル
- 撮影：カール・ウォルター・リンデンローブ
- 音楽：イラン・エシュケリ
- 編集：ジアン・ガンジアーノ、ジョセフ・ジェット・サリー

## 本作における忍者
忍者をモチーフにしているが実在の忍者とはかけ離れており、暗殺対象へ事前に黒い砂を送る、孤児をさらってきて過酷な訓練を行わせる、イブン・バットゥータ が寺院で異様な鍛錬を目撃して旅行記 (イブン・バットゥータ)に書き残したなど暗殺教団のイメージも織り交ぜられ、精神力でもって肉体を制御して傷口を塞ぐ事さえ可能な超人的存在、いわゆる「NINJA」として描写されている。
本作に登場する忍者には九つの一族が存在し、役小角の一族はそのひとつとされる。また各国上層部や権力者とも繋がりが深く、ユーロポールやKGBにも圧力をかける事ができる。暗殺依頼の報酬は古代より変わらず金塊100ポンド。暗殺の説明として明成皇后暗殺事件（乙未事変）に関与した国友重章も忍者であるとした他、作中ではロシアのアレクサンドル・ジューコフ首相も忍者に暗殺されたことになっている。
登場する忍者たちは伝統的な忍装束と覆面を纏い、忍刀や手裏剣、手甲鉤、鎖鎌状になった短剣などを武器とし、銃火器を使わず格闘で戦闘を行う。また暗がりの中では闇に溶け込むような超人的体術を操れるが、光源に照らされているとその隠密能力を発揮できなくなるという弱点がある。

## 忍者についてのピの発言
クレーブ・オンラインがRain（ピ）に行ったインタビュー（記事は2008年9月18日）によると、Rain（ピ）は「７歳のときから忍者のマンガを見て、小さい頃から好んでいた」と語り、インタビュアーの「忍者は日本の文化ですが、韓国にも忍者はいますか？」という質問に対して、Rain（ピ）は「韓国にも忍者はいる。だけどそれは日本のものとは大きく異なっていて、武道の一つだ」と答えた。
また、「この映画におけるあなた（の役柄）は、日本の伝統的な忍者ですが？」の質問に対してRain（ピ）は明確に否定し、「通りで拾われた孤児で、実際の日本の忍者ではない。国際的なアジアの孤児のようなものだ」と主張した。事実、主人公はどこからか攫われてきた孤児であり、雷蔵の名も役小角に与えられたもので本名ではない。本作は彼が抜け忍として忍者一族と対決することで自分の人生を獲得するストーリーである。

## 興行成績
北アメリカでは2009年11月25日に2,503スクリーンで公開され、初週の興行成績は6位。日本では2010年3月6日に新宿ミラノ3で、そして3月20日には大阪のシネマート心斎橋にて単館上映された。
北米では3,812万2,883ドルの入場券収入を挙げ、米国の映画情報サイト『ザ・ナンバーズ』によると3月17日にリリースされたDVDは4月11日集計分までに51万4,683枚販売され、1,008万4,306ドルの売上高となった。これにより、劇場興行とDVDを合わせて、米国では4,820万7,189ドルの興行収入と集計された。なおボックスオフィスが集計した全世界興行収入は6,159万252ドルであるが、ここではDVDの売り上げと日本、フランスなどの映画の興行収入は集計されていない。